# 大韓民国教員組合
大韓民国教員組合（だいかんみんこくきょういんくみあい）とは、2006年に発足したニューライト系列の教員労組などにより2008年11月26日に設立。通称大韓教組と呼ばれている。初代委員長にはニューライト教師連合常任代表を務めていたドゥ・ヨンテクが就任。

## 設立理念
- 「理念中心の教育からの脱皮と本物の教育改革の実現」[1]

創立大会の会見では「過去10年間、左寄りの教壇勢力により教育のプライドが損なわれてきた。自由民主的価値を否定する理念的教壇勢力を排除し、責任教育の地平を切り開かなければならない。今後は反全教組活動を強化し、『全教組の理念活動白書』を発行し、全教組をえぐり出すメッセージを盛り込んだスローガンを掲げ、運動を展開していく計画だ」などの声明を出した。また、これまでは政府と教員労組との団体交渉は全教組中心で行われていたものに大韓教組が参加することで影響力を持とうとしている。
創立総会には李栄薫教科書フォーラム共同代表などの保守派や教育界からの人物が参加した。